# روبرت شميت (سياسي ألماني)
روبرت شميت (بالألمانية: Robert Schmidt)‏ هو نقابي وسياسي ألماني، ولد في 15 مايو 1864 في برلين في ألمانيا، وتوفي في 16 سبتمبر 1943 في ألمانيا. حزبياً، نشط في الحزب الديمقراطي الاجتماعي الألماني. وقد انتخب عضو مجلس النواب الألماني للإمبراطورية الألمانية وانتخب عضو مجلس النواب الألماني للجمهورية فايمار.